# Bengt Gregoriusson
Bengt Gregoriusson (även "Benedictus Gregor II"), död 24 oktober 1338, var biskop i Åbo 1321–1338.
Han förmodas ha varit född i Knivsta i Uppland och sägs ha varit en stolt och härsklysten man, samt efter vad man känner, den förste som i Finland anställde kyrkovisitationer och församlade prästerskapet till årliga kyrkomöten i sitt stift. Efter freden i Nöteborg 1323 blev det aktuellt att grunda flera nya församlingar, vilket han ägnade en stor del av sin biskopstid till. Han visade därvid stort nit i att förmå allmogen att erlägga skatter till prästerna.
Enligt den finska biskopskrönikan införde biskop Bengt den dominikanska liturgin som officiell gudstjänstform i Finlands kyrkor.
Biskop Bengt är begraven i Åbo domkyrka.